# Чашечковые
Чашечковые (лат. Acroloxidae) — семейство брюхоногих моллюсков из надсемейства Lymnaeoidea подкласса Heterobranchia.

## Описание
Моллюски с обыкновенной сплюснутой и конической раковиной.

## Экология
Встречаются в пресной воде практически по всему миру. В Байкале 24 эндемичных вида, что составляет 46 % мировой фауны семейства (Старобогатов, 1989; Sitnikova et al., 1993; Shirokaya et al., 2003).
Часто мелкие акролюксы встречаются в пресноводных аквариумах, куда заносятся вместе с грунтом или растениями. Они не представляют вреда для его обитателей, однако полезны тем, что поедают различные мелкие водоросли, появляющиеся на камнях, оборудовании и т.п. Большое количество чашечковых улиток в аквариуме - признак перекорма. Единственный вред, который акролюксы наносят - эстетический, в качестве меры борьбы можно использовать небольших хищных улиток - Clea Helena, однако, эта хищная улитка не подходит для аквариумов с очень маленькими рыбками.

## Классификация
На декабрь 2018 года в семейство включают 5 родов:
- Acroloxus H. Beck, 1838
- Baicalancylus Starobogatov, 1967
- Frolikhiancylus Sitnikova & Starobogatov, 1993
- Gerstfeldtiancylus Starobogatov, 1989
- Pseudancylastrum Lindholm, 1909